# Транспорт в Тунисе

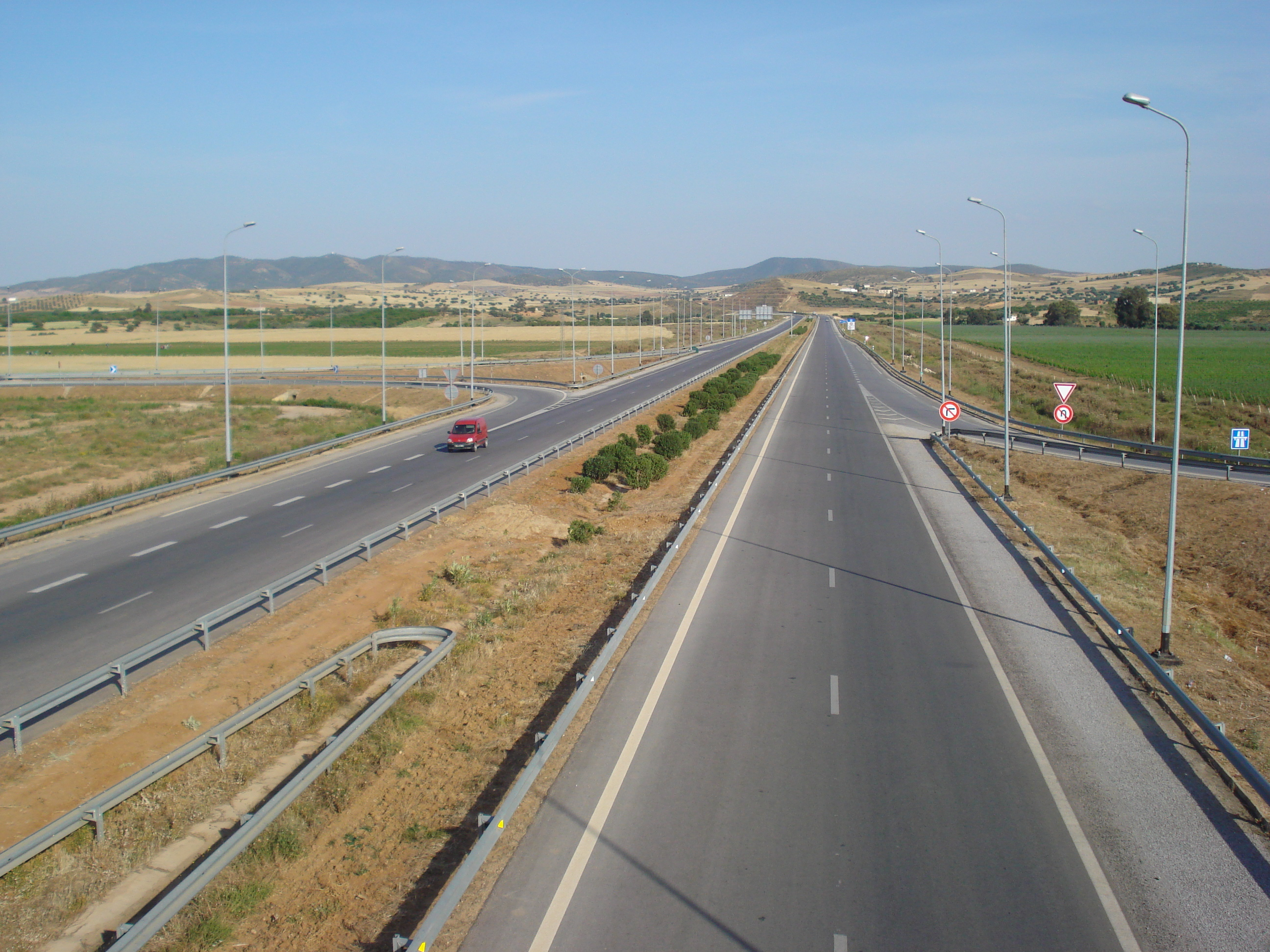
Дорога А4 в мае 2008 года

Тунис имеет несколько международных аэропортов, для обслуживания значительного туристического потока. Город Тунис является центром транспортной системы, так как имеет крупный морской порт и системы лёгкого наземного транспорта.

## Авиация
Воздушный транспорт связывает Тунис со странами Африки и Европы, обслуживаются также внутренние воздушные линии. В стране восемь международных аэропортов, общее количество аэропортов 29 (на 2013 год). Крупнейшие аэропорты страны: Энфида, Тунис-Карфаген, Монастир имени Хабиба Бургибы и другие.

## Железные дороги

Железнодорожная сеть Туниса

Длина железнодорожной сети страны, управляемой компанией SNCFT (фр. Société Nationale des Chemins de Fer Tunisiens), свыше 1900 км, из них с шириной колеи 1435 мм — 471 км и 1694 км с шириной колеи 1000 мм.

## Автодороги
Важную роль во внутренних перевозках играют автодороги. На 2010 год протяжённость шоссейных дорог составляла 19,4 тыс. км, из них улучшенных — 14,7 тыс. км.

## Морские порты
Международные грузовые перевозки осуществляются морским транспортом. Основные порты страны: Хальк-эль-Уэд (Ла-Гулет), Сфакс, Бизерта, Сехира, Сус.